# Palazzo di Serbia
Palazzo di Serbia (in serbo: Палата Србије/Palata Srbije), noto precedentemente come Palazzo federale o Costruzione del Consiglio esecutivo federale, si trova a Nuova Belgrado, tra i viali Mihajlo Pupin e Nikola Tesla.
È stato costruito nel 1959 per ospitare il Governo federale e il Consiglio esecutivo federale. Nel periodo dal 1991 al 2003 è stato la sede del governo della Repubblica Federale di Jugoslavia, e dal 2003 fino al 2006 la sede del Consiglio dei ministri dell'Unione di Serbia e Montenegro. Dopo la dissoluzione della Serbia e Montenegro, con il referendum del maggio 2006, l'edificio è sede del governo della Repubblica di Serbia.
La costruzione del palazzo iniziò nel giugno del 1947 e fu tra i primi edifici a Nuova Belgrado un'area su un terreno sabbioso e abbandonato da secoli che, bonificato, divenne luogo per nuovi palazzi e ospitare giovani da tutta la Jugoslavia. 
Alla competizione ha vinto una squadra di quattro architetti di Zagabria guidati da Vladimir Potočnjak (Anton Ulrich, Zlatko Neumann, Dragica Perak). Alla morte di Potočnjak nel 1952 la costruzione viene sospesa e ripresa nel 1956 dall'architetto Mihailo Jankovic riprendendo significativamente il piano originale con l'aggiunta di nuovi elementi.
È stato progettato nella forma della lettera "H" e si estende su un'area di circa 5.500 m². La parte centrale inferiore è coperta da una cupola di vetro dove si trova la camera delle assemblee che può ospitare fino a 2.000 ospiti. L'edificio si compone di sei saloni, un migliaio di uffici.
È costruito in cemento con costruzione del telaio in calcestruzzo e tamponamento in mattoni. La facciata dell'edificio è ricoperto di bianco marmo di Brazza, con le aperture fatte di metallo bianco. Dal 1º al 6 settembre 1961 nel Palazzo della Federazione si tenne la Prima Conferenza del Movimento dei paesi non allineati ricevendo molti funzionari pubblici stranieri e delegati.

## Nomi ufficiali
L'edificio è denominato Palazzo della Federazione, ma colloquialmente, anche occasionalmente in uso ufficiale, chiamato SIV e SIV 1. In seguito alla dissoluzione della Jugoslavia, è stato utilizzato solo il nome di Palazzo della Federazione e, alla secessione del Montenegro, all'edificio è stato dato il nome non ufficiale di Palazzo di Serbia/Palazzo della Serbia, ma in realtà non è mai stato ufficialmente rinominato.